# Цедрол
Цедро́л — спирт, який відноситься до терпеноїдів секвитерпенового ряду. Інша назва — кедрова камфора, кипарисова камфора, С15Н26О. Безбарвні кристали, що мають кедрово-деревний запах. Розчинний у етанолі, не розчинний у воді.
Міститься в олії яловця віргінського (Juniperus virginiana), в олії кипариса вічнозеленого (Cupressus sempervirens) і деяких інших рослин. Виробляється у великих кількостях шляхом фракційної вакуум-перегонки олії з яловця або (при необхідності) кристалізацією. Застосовують у парфумерії і для отримання запашної речовини — цедрілацетата.